# 叶峙亭
叶峙亭（1878年—1956年4月），字德钦、号拙园，锦字辈，歙县蓝田村下门（现属溪头镇）人，民国时期歙县“四大富绅”之一。
光绪二十三年（1897年），叶峙亭二十岁考中秀才后，继承祖业，主持江苏江阴叶森泰布店。宣统元年（1909年），叶峙亭倡导新学，在蓝田村创办正谊学堂，自任堂长，旧址在叶峙亭故居和礼公祠对面。民国初，陆续开设歙县裕大布店、屯溪怡裕布店、杭州复昶布店、衢州德茂新布店，1924年4月与鲍咏松、方晴初等人合办歙县商办竞新电气股份有限公司，任董事长。曾任歙县商会会长。1930年代曾主持徽杭公路建设。1934年歙县旱灾，叶峙亭作为歙县地方财务委员会委员长，募赈平粜。抗战时期筹建歙县中学。皖南事变后，他为新四军购买棉布、食盐、药品，又掩护共产党员杜维佑。1950年作为开明绅士，选为歙县第一届人大代表。1956年4月病逝。
孙：叶森槐